# Snis

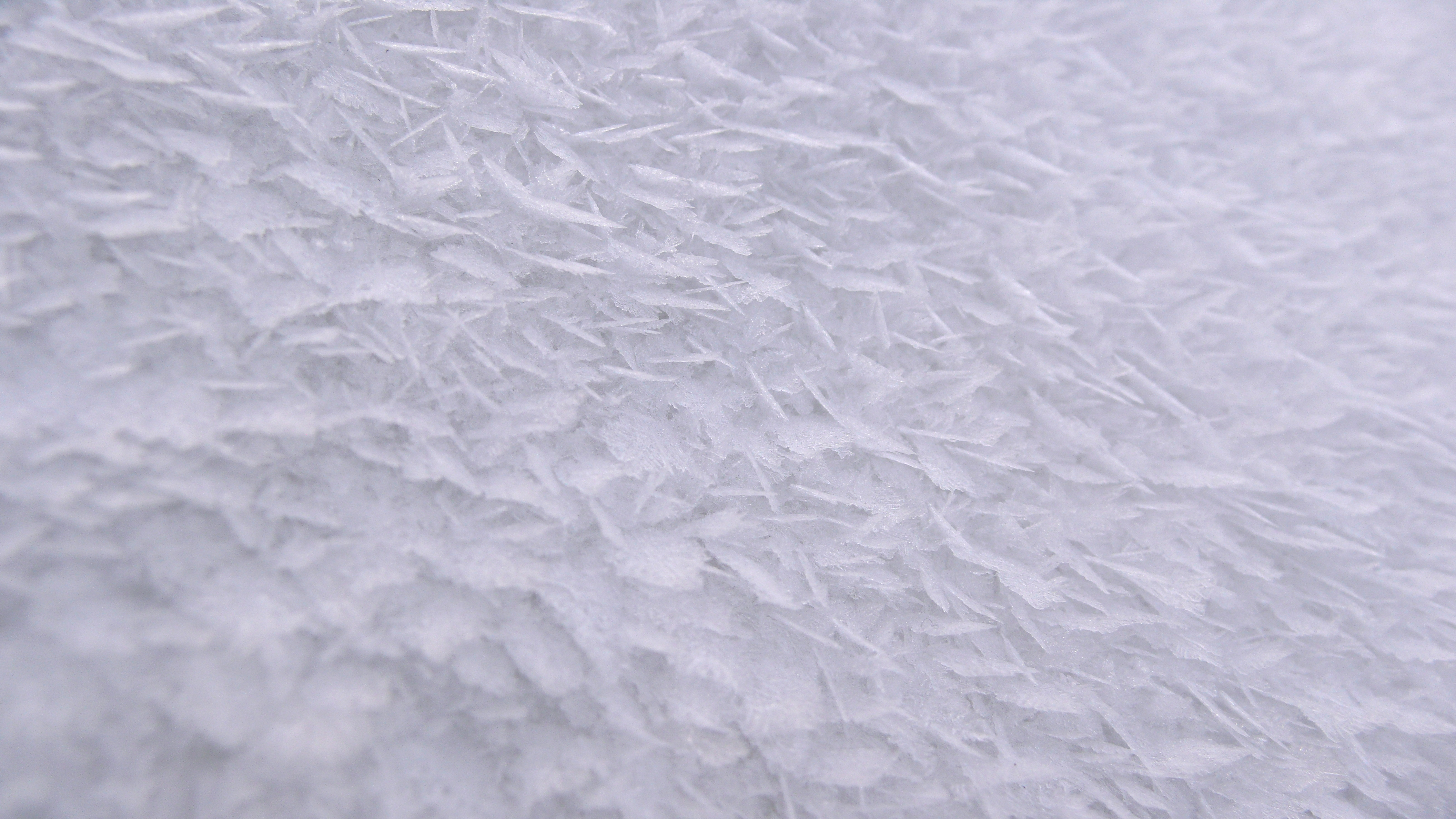
Snis.

Snis (nyord bildat av snö och is, på engelska kallat "snice") är ett konstgjort mellanting mellan snö och is. Det tillverkas maskinellt med snökanon vid blandning av vatten och luft under låga temperaturer. Snis ser ut som snö men är till sina övriga egenskaper mer att likna vid is.
Snisens hållfasthet och styrka motsvarar närmast cement, och den används därför som byggnadsmaterial i bland annat ishotell. Den blandning som används till Ishotellet i Jukkasjärvi använder snis med en större mängd vatten än i normal konstsnö.